# Paul Heinrich Trummer (Rechtsanwalt)

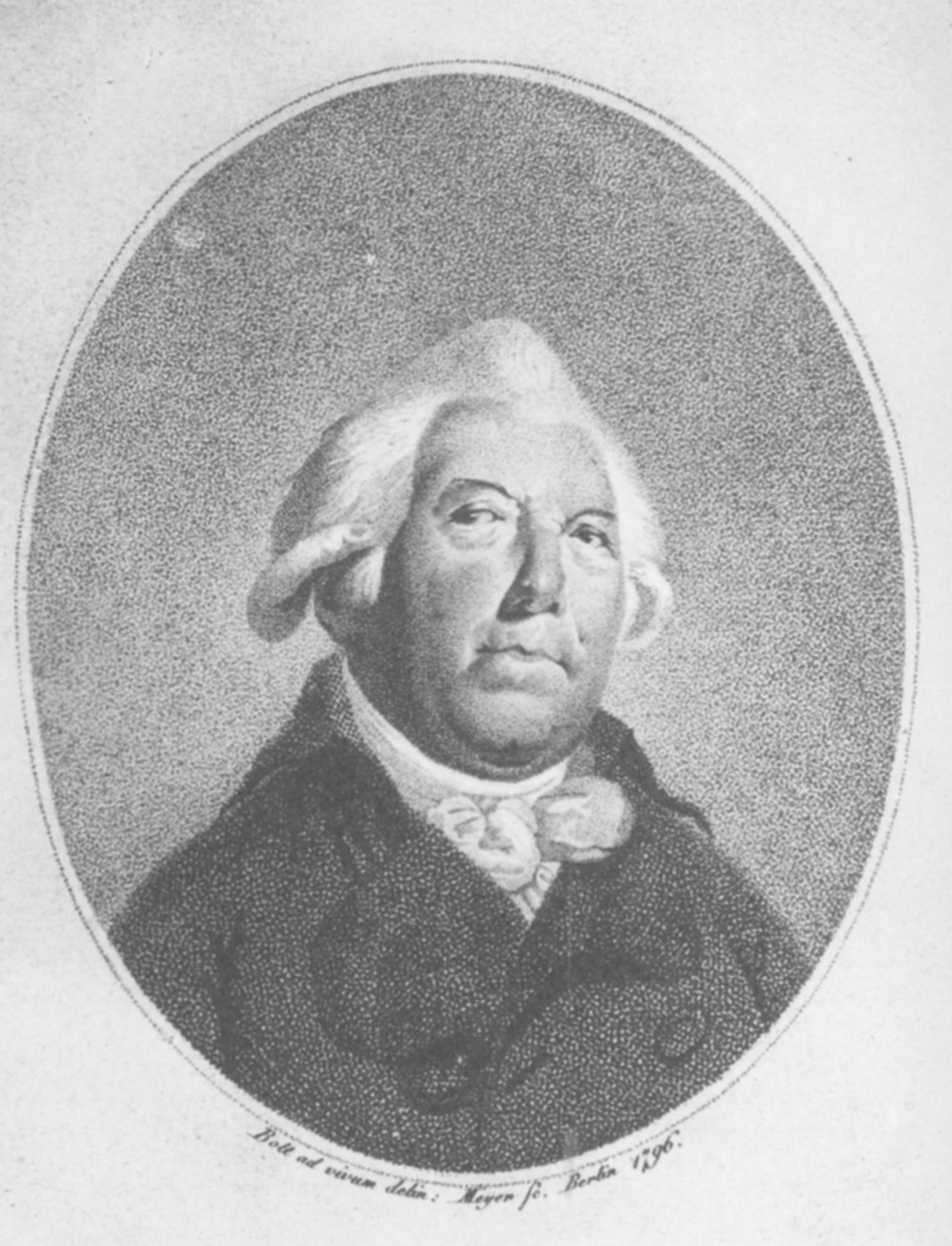
Paul Heinrich Trummer, Kupferstich von 1796

Paul Heinrich Trummer (* 1722 in Königsberg; † 11. September 1808 in Frankfurt (Oder)) war ein deutscher Rechtsanwalt und Bürgermeister. 

## Leben
Paul Heinrich Trummer war Sohn eines Königsberger Kaufmanns. Im Alter von 14 Jahren begann er ein Jura-Studium in seiner Heimatstadt. Mit 17 Jahren wurde er Königlicher Gouvernementssekretär. Von 1740 bis 1742 nahm Trummer als Quartiermeister im Dragonerregiment Schorlemmer am Ersten Schlesischen Krieg teil.
1746 wurde Trummer das Amt des Justizbürgermeisters in Frankfurt (Oder) übertragen, 11 Jahre später wurde er Ökonomie-Bürgermeister. Zu seinen Aufgaben zählten auch die Instandhaltungsarbeiten der Deiche an der Oder.
Nach dem Tod des Oberbürgermeisters Johann Samuel Ungnad (1710–1779) wurde Trummer dessen Nachfolger. Nachdem bei dem Frühjahrshochwasser 1785 die Dammvorstadt überschwemmt wurde, wurden Trummer Fehler bei der Deichpflege vorgeworfen.
Die Verdienste Trummers liegen in der Weiterentwicklung der Vorstädte Frankfurts. Er starb nach 63 Dienstjahren und wurde im Erbbegräbnis seiner Familie in der Marienkirche Frankfurt (Oder) beigesetzt.